# Kranio-fronto-nasale Dysplasie
Die Kranio-fronto-nasale Dysplasie ist eine sehr seltene angeborene Erkrankung mit den Hauptmerkmalen Kraniosynostose, Gesichtsauffälligkeiten wie bei einer Frontonasalen Dysplasie, Geistige Behinderung und Skelettveränderungen.
Synonyme sind: englisch Craniofrontonasal dysplasia; craniofrontonasal dysostosis, CFND; craniofrontonasal syndrome
Die Abgrenzung von der Frontonasalen Dysplasie erfolgte im Jahre 1979 durch den Pädiater Michael M. Cohen.

## Verbreitung
Die Häufigkeit wird mit unter 1 zu 100.000 angegeben, die Vererbung erfolgt X-chromosomal dominant. Ungewöhnlicherweise sind Frauen stärker als Männer betroffen.

## Ursache
Der Erkrankung liegen häufig Mutationen im EFNB1-Gen auf dem X-Chromosom Genort q13.1 zugrunde, welches für Ephrin-B1 kodiert.

## Klinische Erscheinungen
Klinische Kriterien sind:
- im männlichen Geschlecht meist nur Hypertelorismus
- im weiblichen Geschlecht Bild der frontonasalen Dysplasie mit Hypertelorismus, flacher und breiter Nase, Eindellung des Nasenrückens, Kraniosynostose mit Brachyzephalie und prominenter Stirn

Hinzu können Skelettveränderungen an Schlüsselbeinen, Großzehen, Daumen, Brachydaktylie, Klinodaktylie, Syndaktylie, Polydaktylie, Kamptodaktylie, Skoliose und überstreckbare Gelenke kommen.

## Therapie
Die Behandlung richtet sich operativ gegen die Schädelnaht-Synostose, später gegen den Hypertelorismus.